# Polsat Film 2
Polsat Film 2 - kanał o charakterze wyspecjalizowanym filmowym należący do Telewizji Polsat, który został oficjalnie uruchomiony 5 maja 2025 roku. Od 1 kwietnia 2021 do daty oficjalnego startu prowadzona była jego emisja testowa.

## Historia
Kanał otrzymał koncesję na nadawanie w 2014 roku. Mimo tego stacja ruszyła dopiero 1 kwietnia 2021, razem z kanałami Polsat X i Polsat Reality, w ramach emisji testowej, będącymi wtedy "kanałami widmo", do których dostęp mieli tylko niektórzy pracownicy Polsatu. 30 sierpnia 2021 roku kanał zmienił logo i oprawę graficzną (tak jak większość kanałów Polsatu). 16 stycznia 2022 w godzinach 17:30 - 17:40 Polsat Box omyłkowo udostępnił sygnał stacji; do podobnej sytuacji doszło 10 lutego 2025 ok. godz. 3:40. W 2023 roku została wydłużona koncesja kanału o kolejne 10 lat. 5 maja 2025 roku nastąpił oficjalny start kanału.

## Dostępność
Polsat Film 2 jest dostępny w Polsat Box, Polsat Box Go oraz w Netia . Wkrótce będzie dostępny u innych dostawców telewizji. Do 5 maja 2025 roku był on oferowany jedynie wybranym grupom abonentów Polsat Box.

## Programy

### do 5 maja 2025

#### Seriale
- Rodzina zastępcza
- Świat według Bundych
- Sekrety rodziny
- Pierwsza miłość
- Rolnicy - Tak się żyje u nas na wsi
- Fala zbrodni
- Na ratunek 112
- Górale
- Przyjaciółki
- Pełna Chata
- Więzienie
- Hotel 52
- Chłopaki do wzięcia
- Drwale i inne opowieści Bieszczadu
- Ślad
- Malanowski i partnerzy
- Kabaretowa Ekstraklasa (zdjęta z emisji przed 5 maja 2025)

#### Filmy
- Kocurro
- Zabójcza gra (2011)
- Wrobiony
- Ghost Rider
- Ghost Rider 2
- Dino mama
- Niebezpieczny człowiek
- Dywizjon 303. Historia prawdziwa
- Lep na muchy
- Mama (2014)
- Piaskowy Dziadek i zaginiony piasek snów

### od 5 maja 2025[7]

#### Seriale
- Fala zbrodni
- Komisarz Mama – do 24 sierpnia 2025
- Rodzina zastępcza – do 31 sierpnia 2025
- Kobra – oddział specjalny
- Strażnik Teksasu
- Świat według Bundych – do 31 sierpnia 2025
- Akademik – do 31 sierpnia 2025
- Tatuśkowie – do 31 sierpnia 2025
- Miasto długów – do 31 sierpnia 2025
- Mecenas Porada – od 25 sierpnia 2025
- Przyjaciółki – od 25 sierpnia 2025
- W rytmie serca – od 1 września 2025
- 13 posterunek – od 1 września 2025
- Miodowe lata – od 1 września 2025
- Świat według Kiepskich – od 6 września 2025
- Kowalscy kontra Kowalscy – od 1 września 2025
- Mental – od 6 września 2025

## Logo
| Data wprowadzenia | Opis | Ilustracja |
| ----------------- | --- | ---------- |
| 1 kwietnia 2021   | Logo podobne do loga Polsat Film z lat 2020-2021. Napis „FILM 2” zajmuje całą górną część loga. Górna część w kolorze fioletowym, a w dolnej części klasyczny napis „POLSAT” na czerwonym tle. Na ekranie logo półprzeźroczyste. |            |
| 30 sierpnia 2021  | Fioletowe (na drugim jasnofioletowe, na czwartym i piątym ciemnofioletowe) paski tworzące kulę, pod nią fioletowy napis „polsat film 2”.                                                                                         |            |